# Ehrenkreuz für Hinterbliebene Deutscher Spanienkämpfer

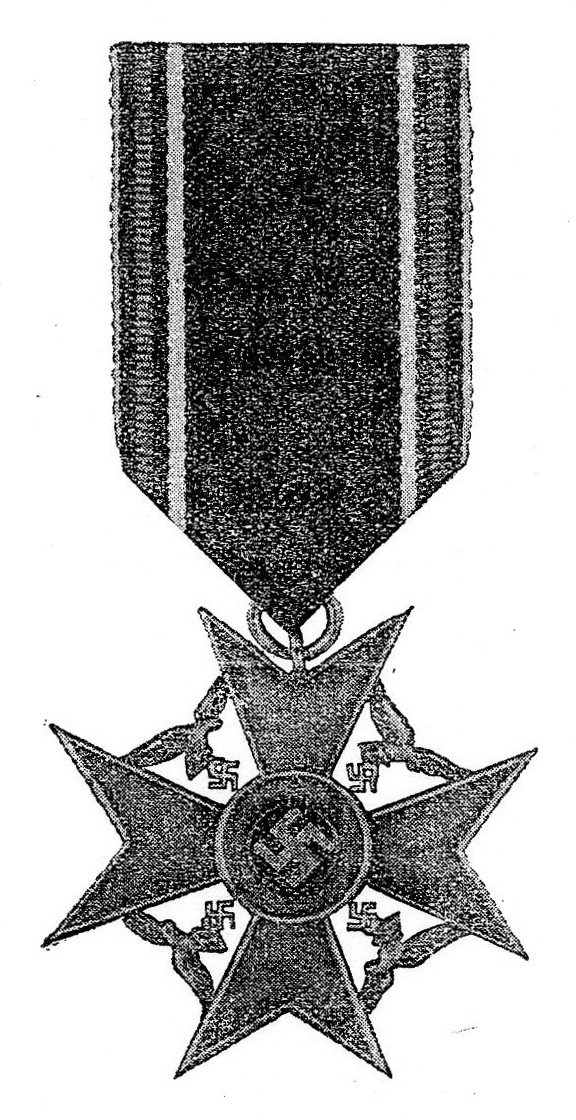
Anlage aus dem Reichsgesetzblatt Nr. 139 mit Abbildung des Ehrenkreuzes für Hinterbliebene deutscher Spanienkämpfer

Das Ehrenkreuz für Hinterbliebene deutscher Spanienkämpfer wurde am 14. April 1939 per Verordnung durch Adolf Hitler gestiftet und an die nächsten Angehörigen deutscher Freiwilliger der Legion Condor im spanischen Bürgerkrieg verliehen.
Der Eingangsatz zur Stiftung begann mit den Worten: Zur Erinnerung an die heldenhaften Leistungen bei Niederwerfung des Bolschewismus im Spanischen Freiheitskampfe stifte ich ein Ehrenkreuz für Hinterbliebene deutscher Spanienkämpfer. Einzelheiten bestimmt die Satzung. Berchtesgaden, den 14. April 1939.

## Satzungsinhalt
Die dazu erlassene Satzung, datiert ebenfalls vom 14. April 1939, hatte folgenden Inhalt. Das Ehrenkreuz ist bestimmt für die nächsten Angehörigen deutscher Freiwilliger, die
- a) gefallen,
- b) in Gefangenschaft verstorben,
- c) verschollen,
- d) tödlich verunglückt,
- e) an den Folgen von Verwundung, Unglücksfällen sowie durch den besonderen Einsatz bedingten, als Kriegs-Dienstbeschädigung anerkannten Krankheiten verstorben sind.[2]

### Trageberechtigung
Zum Tragen berechtigt waren die Angehörigen in folgender Reihenfolge:
- a) die Witwe,
- b) der älteste volljährige Sohn, danach die Tochter,
- c) der Vater, danach die Mutter,
- d) der Bruder, danach die Schwester.[3]

### Aussehen und Beschaffenheit
Das Ordenszeichen ist ein verkleinertes Spanienkreuz und besteht aus Bronze. Es trägt wie das Spanienkreuz zwischen den Balken das Hoheitszeichen der Luftwaffe und wurde an einem schwarzen, weiß-rot-gelbrot eingefassten Band auf der linken Brustseite des Beliehenen getragen.

### Anträge und Verleihungspraxis
Die Anträge für die Verleihung des Ehrenkreuzes waren beim Oberkommando der Wehrmacht einzureichen, wobei diesen Anträgen eine polizeiliche Beglaubigung beizufügen war. Diese Vorschläge wurden dann vom Chef des Oberkommandos der Wehrmacht aufgestellt und durch den Chef der Präsidialkanzlei der Ordenskanzlei Hitler zur Genehmigung vorgelegt. Das Ehrenkreuz wurde sodann von einer mit Hitlers Unterschrift unterzeichneten Urkunde dem Hinterbliebenen ausgehändigt, wobei das Ehrenkreuz nach Ableben des Hinterbliebenen als Erinnerungsstück der Familie verblieb.

### Verleihungszahlen
Insgesamt wurden 315 Ehrenkreuze verliehen.

## Sonstiges
Das Ehrenkreuz für Hinterbliebene deutscher Spanienkämpfer gehört zu den nationalsozialistischen Auszeichnungen, deren Führung in Deutschland nach dem Gesetz über Titel, Orden und Ehrenzeichen vom 26. Juli 1957 in keiner Form zulässig ist.